# ОФК Братство
ОФК Братство је српски фудбалски клуб из Медвеђе код Деспотовца, и тренутно се такмичи у Окружној лиги, петом такмичарском нивоу српског фудбала. Клуб је настао фузијом ФК Медвеђа и ФК Табане из Јагодине, лета 2013 године.